# Сине Ергюн
Сине Ергюн (на турски: Sine Ergün) е турска научна сътрудничка, преводачка, поетеса и писателка на произведения в жанра драма.

## Биография и творчество
Сине Ергюн е родена през 1982 г. в кв. „Бига“ на Чанаккале, Турция. Завършва Анатолийската гимназия в кв. „Кагалоглу“ на Истанбул. После следва специалност „Международни отношения“ в университета „Билкент“. Получава обучение за креативно драматично ръководство в Драматичния институт „Генезис“.
След дипломирането си работи редактор в издателствата „Дефне“ и „Нотос буук“, и като редактор на списание „Нотос“. После работи като научен сътрудник в отдел за културен мениджмънт в Истанбулския университет „Билги“. От 2012 г. работи като основоположник на художествената инициатива „Maumau“.
Първият ѝ сборник с разкази „Burası Tekin Değil“ (Това не е Текин) е публикуван през 2010 г. Сборникът съдържа двадесет и седем кратки истории, които разказват за хората от града. В него тя използва възможно най-обикновен език, а не сложни литературни форми.
Вторият ѝ сборник с разкази „Bazen Hayat“ (Животът понякога) е издаден през 2012 г. В него развива немата за извънбрачния живот на омъжена жена и мъж. Книгата е отличена с наградата „Саит Фаик“ (на името на писателя на разкази Саит Фаик Абасъянък), като тя става най-младия писател, спечелил тази награда.
През 2016 г. е издаден сборникът ѝ с разкази „Baştankara“ (Синигер). С него тя навлиза в нови исторически области на дутовността, където реалността е нарушена, психичните състояния се изследват по-дълбоко, и се чуват моментните проблясъци на подсъзнанието. През 2017 г. книгата получава наградата за литература на Европейския съюз.
Нейни разкази, стихотворения, есета и преводи са публикувани в различни списания и сборници.
Сине Ергюн живее със семейството си в Истанбул.

## Произведения

### Сборници
- Burası Tekin Değil (2010)
- Bazen Hayat (2012)
- Baştankara (2016) – награда за литература на Европейския съюз

### Други
- Kirli Gerçekçilik ve Raymond Carver (2007)
- Ret Yazarları (2008)